# Miranda das Neves
Miranda das Neves (Lisboa, 1952). És traductora del francès, anglès, castellà i català. Fundadora i col·laboradora de l'associació cultural CatalunyApresenta i la revista literària Capicua.
Ha traduït autors com Albert Sánchez Piñol, Alberto Manguel, Alfredo Bryce Echenique, Ángela Vallvey, Antònia Vicens, Basilio Losada, Carme Riera, Colin Firth, Dave Eggers, Giles Smith, Hanif Kureishi, Helen Fielding, Ignacio Martínez de Pisón, Irvine Welsh, J.J. Armas Marcelo, Jaume Cabré, Jim Grimsley, Joan Francesc Mira, Joaquín Rodríguez, Jordi Puntí, John O’Farrell, Louise Welsh, Maria-Antònia Oliver, Melissa Bank, Mercè Rodoreda, Nick Hornby, Patrick Marber, Ponç Pons, Quim Monzó, Richard Ford, Robert Harris, Robert Saladrigas, Roberto Bolaño, Roddy Doyle, Sebastià Alzamora, Tristan Egolf i Zadie Smith.